# …Is A Real Boy
Albums de Say Anything
Baseball: An Album By Sayanything
(2001) In Defense of the Genre
(2007)
…Is A Real Boy est le deuxième album de Say Anything.

## Liste des chansons
1. Belt
2. Woe
3. The Writhing South
4. Alive With The Glory Of Love
5. Yellow Cat (Slash) Red Cat
6. The Futile
7. Spidersong
8. An Orgy of Critics
9. Every Man Has A Molly
10. Slowly, Through A Vector
11. Chia-Like, I Shall Grow
12. I Want To Know Your Plans
13. Admit It!!!

## …Was A Real Boy
En 2006, Say Anything sortit une ré-édition de …Is A Real Boy sur un autre label, J Records.
Ayant enregistré des chansons en 2005, ils ont décidé d'ajouter un deuxième disque, de la longueur d'un EP, faisant alors de …Is A Real Boy un album plus ou moins double (un LP et un EP au lieu de deux LP). L'album en tant que tel s'appelle toujours …Is A Real Boy, mais le deuxième disque se nomme …Was A Real Boy.

## Liste des chansons
1. Wow, I Can Get Sexual Too
2. Little Girls
3. Most Beautiful Plague
4. It's A Metaphor, Fool
5. Total Revenge
6. Metal Now
7. I Will Never Write An Obligatory Song About Being On The Road And Missing Someone

## Singles
Deux singles ont été tirés de cet album; un pour l'album original, soit Alive With The Glory Of Love.
Le deuxième est tiré en fait de la ré-édition: il s'agit de Wow, I Can Get Sexual Too.
Des vidéoclips ont été réalisés pour ces deux chansons.

## Alive With The Glory Of Love
- Sortis le: 3 août 2004
- B-side: We Will Erase All Life on Earth But Us
- Écrit par: Max Bemis

## Hit-Parade
Album
| Year | Chart           | Position |
| ---- | --------------- | -------- |
| 2007 | Top Heatseekers | 8        |

Singles
| Year | Single                       | Chart                  | Position |
| ---- | ---------------------------- | ---------------------- | -------- |
| 2006 | Alive with the Glory of Love | Hot Modern Rock Tracks | 28       |